# Héros malgré lui (film, 1992)
Pour les articles homonymes, voir Héros malgré lui et Hero.
Pour plus de détails, voir Fiche technique et Distribution.
Héros malgré lui (titre original : Hero) est un film américain réalisé par Stephen Frears, sorti en 1992.

## Synopsis
Un soir, au volant de sa voiture, Bernie Laplante, un petit escroc minable et beauf, voit un avion commercial s'écraser sous ses yeux ; l'avion va exploser sous peu, sa porte est bloquée et les passagers vont mourir si quelqu'un n'intervient pas immédiatement. Bien qu'il ne soit pas animé par des sentiments héroïques, Bernie ouvre la porte et sauve ainsi les passagers. Il quitte le plus vite possible le lieu de l'accident, après avoir perdu une chaussure, sans que personne ait pu distinguer son visage. Le lendemain matin, Bernie rencontre un sans domicile fixe, John Bubber, à qui il donne sa seconde chaussure, après lui avoir confié l'histoire de l'accident d'avion. 
Les médias cherchent à connaître l'identité de l'homme qui a sauvé les passagers de l'avion. Une chaîne de télévision propose un million de dollars à celui qui pourra prouver qu'il est « l'ange du vol 104 ». Or, la chaussure de Bernie a été retrouvée sur le lieu de l'accident et a pu être identifiée comme appartenant au sauveur ; John Bubber, qui détient la seconde chaussure, peut ainsi se faire passer pour « l'ange du vol 104 », recevoir le million de dollars à la place de Bernie et être salué en héros national...

## Fiche technique
- Titre français : Héros malgré lui
- Titre original : Hero
- Titre original alternatif (Grande-Bretagne et Irlande) : Accidental Hero
- Titre québécois : Héros
- Réalisation : Stephen Frears
- Scénario : Laura Ziskin, Alvin Sargent et David Webb Peoples
- Production : Laura Ziskin
- Montage : Mick Audsley
- Musique : George Fenton
- Distribution : Columbia Pictures
- Durée : 118 minutes
- Pays :  États-Unis
- Genre : Comédie
- Date de sortie en salles :
  - États-Unis : 2 octobre 1992
  - France : 3 février 1993
  - Royaume-Uni : 16 avril 1993

## Distribution
- Dustin Hoffman (VF : Richard Darbois ; VQ : Hubert Gagnon) : Bernard "Bernie"  Laplante
- Geena Davis (VF : Annie Le Youdec ; VQ : Claudie Verdant) : Gail Gayley
- Andy Garcia (VF : Franck Capillery ; VQ : Jean-Luc Montminy) : John Bubber
- Chevy Chase (VF : Joël Martineau ; VQ : Jacques Lavallée) : Deke
- Joan Cusack (VF : Caroline Beaune ; VQ : Anne Bédard) : Evelyn Laplante
- Kevin J. O'Connor (VF : Emmanuel Jacomy ; VQ : François Godin) : Chucky
- Stephen Tobolowsky (VF : Michel Papineschi ; VQ : René Gagnon) : James Wallace
- Tom Arnold (VF : Jacques Richard ; VQ : Marc Bellier) : Chick
- Maury Chaykin (VF : Bertrand Bauthéac ; VQ : Jacques Brouillet) : Winston
- James Madio (VF : Christophe Lemoine) : Joey Laplante
- Susie Cusack (VF : Virginie Ogouz) : Donna O'Day
- Warren Berlinger (VF : Philippe Dumat) : Le juge Goines
- Kevin Jackson (VF : Sady Rebbot) : L'inspecteur Dayton
- Don Yesso (VF : Daniel Russo) : Elliot
- Cady Huffman (VF : Dominique Chauby) : Leslie Sugar
- Christian Clemenson (VF : Pierre-François Pistorio ; VQ : Carl Béchard) : James Conklin
- Marita Geraghty : Joan
- Richard Riehle (VF : Marc de Georgi ; VQ : Ronald France) : Le patron de Bernie
- Fisher Stevens (VF : Patrick Borg) : Le réalisateur de la reconstitution du crash
- Don S. Davis (VF : Marc Cassot) : L'officier de probation
- Daniel Baldwin (VQ : Benoît Rousseau) : Denton, un pompier
- Edward Herrmann (VQ : Jean Brousseau) : M. Broadman
- James T. Callahan : Le chef de la police
- Harry Northup : M. Fletcher